# Adaeulum humifer
Adaeulum humifer is een hooiwagen uit de familie Triaenonychidae. De wetenschappelijke naam van Adaeulum humifer gaat terug op Lawrence.